# Castillo de Serón de Nágima

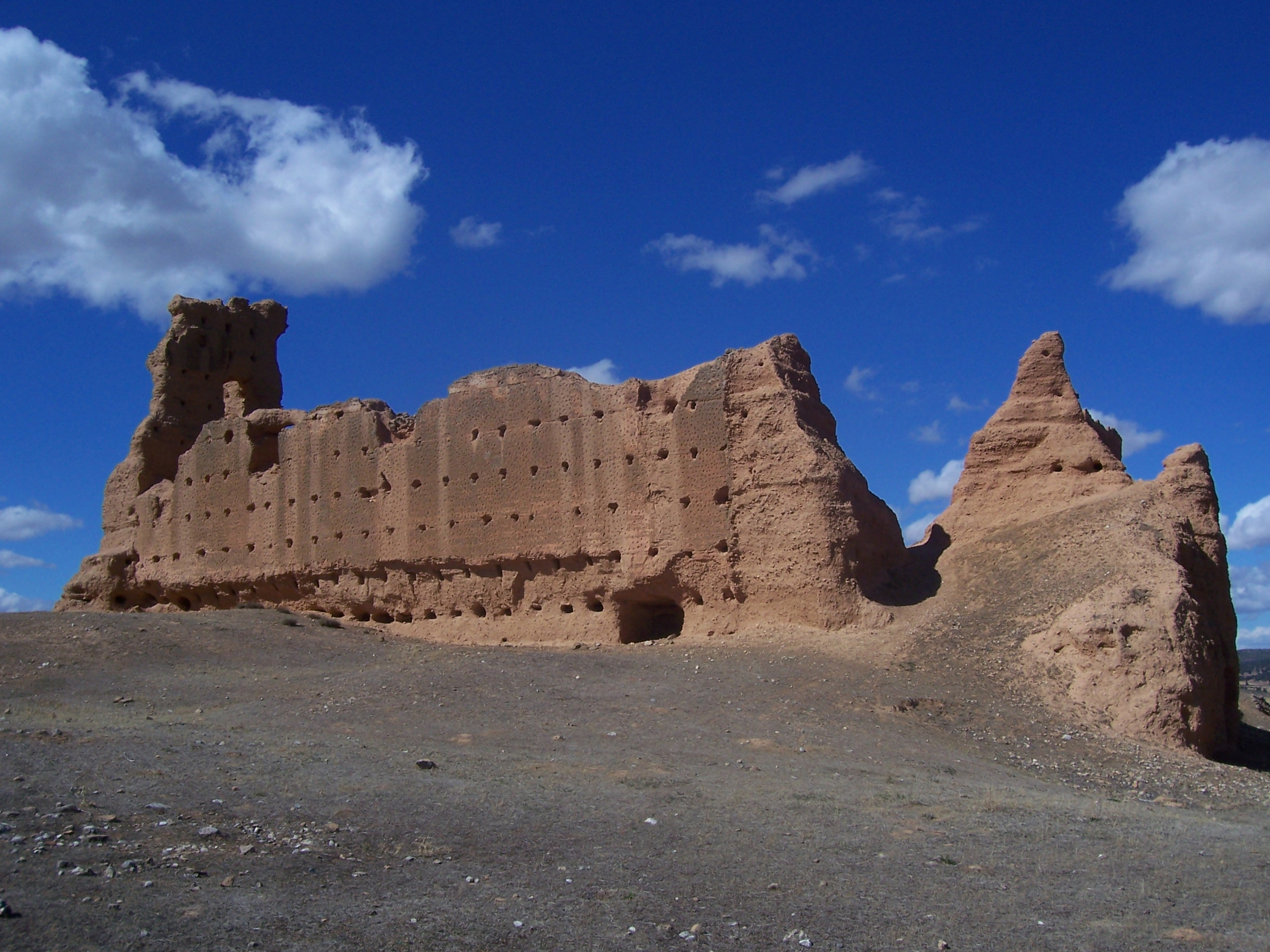
Fortaleza

El Castillo de Serón, también conocido como fortaleza, es un castillo localizado en Serón de Nágima en tierras sorianas (España), que ha llegado hasta nuestros días, es algo incomprensible que haya resistido el paso de los siglos por la pobreza de su material. El Castillo de Serón de Nágima se encuentra incluido en la Lista Roja del Patrimonio realizada por la asociación Hispania Nostra.

## Historia
Este castillo engrosa el número de fortalezas, en su mayoría de piedra caliza, que una tras otra y a veces de forma simultánea, fueron levantándose en nuestro suelo como bastiones para devolver la tranquilidad a las gentes durante aquellos siglos de continuadas luchas del medievo. Esta situación de inseguridad predispuso el ánimo de reyes y señores feudales, a montar la guardia, para evitar sorpresas, levantando castillos en lugares estratégicos. Esta circunstancia, unida al sistema político que imperaba en la Edad Media, que existía una antigua costumbre romana, de que los monarcas cedieran tierras a los señores feudales, como compensación a los servicios militares que habían prestado al Rey, juntamente con aquella otra costumbre germana que llevaba aparejada la fidelidad a su señor por parte de sus propios vasallos, prepararía el terreno o sería, 'el caldo de cultivo', para que los señores feudales se encumbraran y ello traería como consecuencia el paulatino deterioro o la debilitación del poder de los monarcas. 
Por ello, nada debe resultarnos extraño que ciertos señores feudales hicieran tabla rasa de los vínculos que de alguna manera les unía a su Rey, olvidándose de los muchos beneficios recibidos y ponían en 'tela de juicio' la autoridad del monarca y previendo posibles represalias, estos señores hacían un frente común con la construcción de castillos y fortalezas, sin la autorización y el beneplácito del monarca. En aquellos momentos, que sin lugar a dudas existieron de 'un tira y afloja', que aunque no fueran enfrentamiento, si de recelo hacia su Rey, es posible que se levantara el castillo de Serón de Nágima, en el que el tiempo sí que contaba, y en ello podría estar la explicación de que se utilizara la arcilla que era un material muy abundante en la comarca y en este caso concreto lo tenían a pie de obra. 
Esto es una simple hipótesis y así queda por el momento, pues no hay una explicación válida para que aquí se utilizase la arcilla y en cambio en el caso del palacio fortaleza de Monteagudo, a pocos kilómetros, y la torre de Martín González, en el mismo término municipal, se construyeron de piedra.

## Descripción

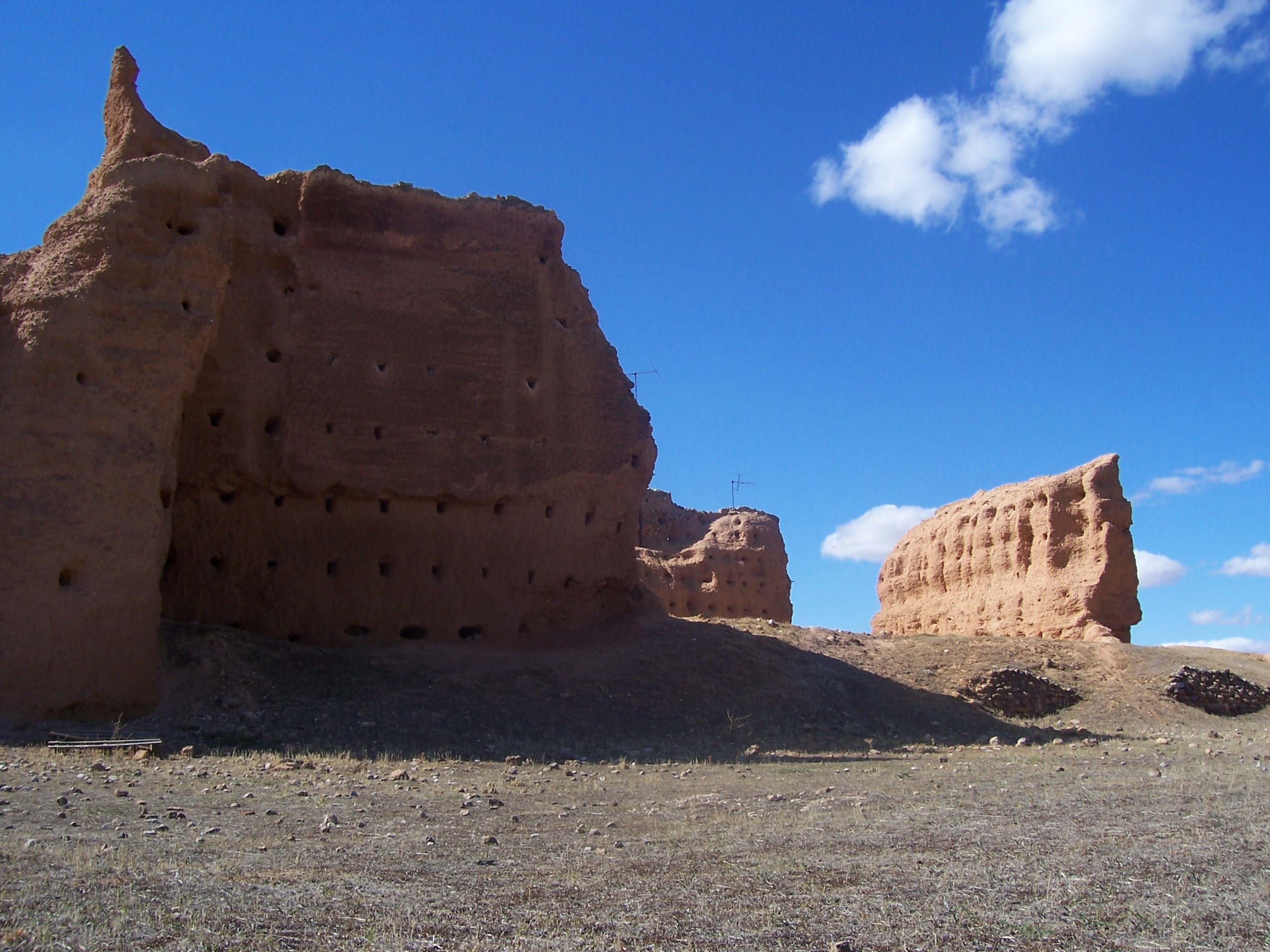
Fortaleza detalle

De este hermoso y peculiar castillo de planta rectangular, lo que más destaca es el material de construcción empleado, que se funde con la tierra, y que le proporciona una belleza poco habitual, en contraste con la pobreza del material autóctono y no por eso menos noble, que es el tapial de arcilla, muy abundante por cierto en la comarca de las Vicarías. Uno de los factores que ha determinado su estado de conservación es la debilidad de este material, ayudado por las voladuras de los ejércitos de Napoleón en su retirada, pero que a su vez ha evitado la reutilización del material para otras construcciones, como es habitual en los castillos de piedra . 
Así es que quedan en pie dos muros, que llegan a medir algo más de tres metros de grosor, y algunos restos de su planta rectangular, con al menos dos torres cuadradas en las esquinas opuestas a la villa, que sobresalen ligeramente de los muros. Una de las esquinas que daba a la población se derrumbó en años recientes y a juzgar por el estado de los bajos de los muros, éstos no durarán mucho más. En el interior, restos de lo que parece un aljibe y marcas de los mechinales de las construcciones interiores. En la explanada que se encuentra frente al castillo, opuesta a la población, huellas de lo que podría ser una plaza empedrada con cantos, con dibujos radiales. La población estaba rodeada por una muralla de tapial, cal y canto con tres puertas conocidas como la de las Eras, la de la Muela y la de la Ombría. 